# Airy-0 (cràter marcià)

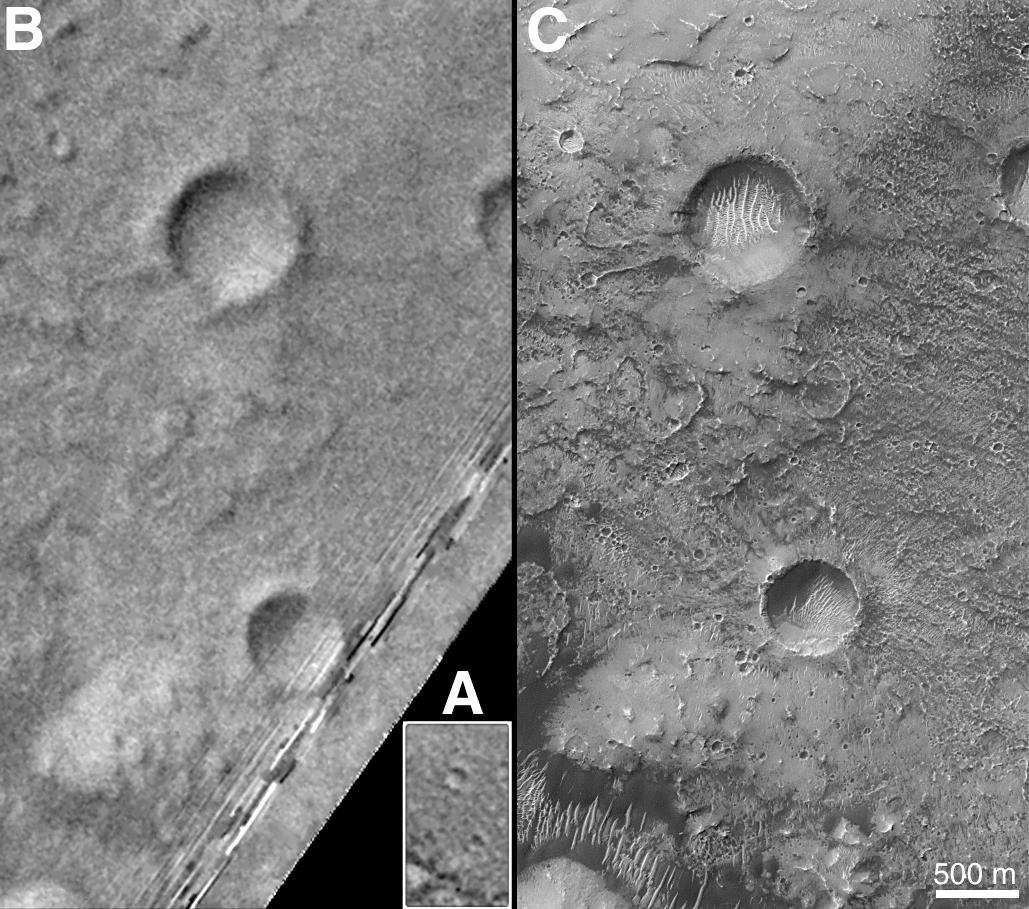
Tres imatges d'Airy-0 preses per les missions Mariner 9 (A), Viking 1 (B) i Mars Global Surveyor (C). Airy-0 és el cràter més gran, visible en la meitat superior de cada imatge.

Airy-0 és un cràter situat a la superfície del planeta Mart, la localització del qual defineix la posició del meridià zero marcià. Airy-0 té un diàmetre d'aproximadament 0,5 km, i s'hi troba situat dins del cràter més gran Airy, a la regió coneguda com Sinus Meridiani.
El cràter Airy-0 va ser anomenat així en honor de l'astrònom britànic Sir George Biddell Airy (1801-1892), que el 1850 va construir el telescopi "cercle de trànsits" en Greenwich. La localització d'aquest telescopi va ser subseqüentment triada per definir la localització del meridià zero terrestre.
La selecció d'aquest cràter com a meridià zero marcià va ser presa per Merton Davies el 1969 basat en fotografies de les missions Mariner 6 i 7.